# Søfteland
Søfteland (eller Syfteland) är en tätort i Bjørnafjordens kommun i Vestland fylke i västra Norge. Orten är belägen på den södra delen av Bergenshalvön.
Orten hörde tidigare till dåvarande Os kommun.